# رودجر دبليو. سيمبسون
رودجر دبليو. سيمبسون (بالإنجليزية: Rodger W. Simpson)‏ هو ضابط أمريكي، ولد في 4 يونيو 1898 في بورتلاند في الولايات المتحدة، وتوفي في 10 ديسمبر 1964.